# Світова класика бейсболу 2013
Світова класика бейсболу 2013, (англ. World Baseball Classic, WBC) — третій розіграш бейсбольного турніру між національними збірними країн з участю гравців Вищої ліги бейсболу. Пройшов з 5 по 23 березня 2013 року на стадіонах міст Токіо та Фукуока (Японія), Сан-Хуан (Пуерто-Рико), Тайчжун (Тайвань), Маямі, Фінікс, Скоттсдейл і Сан-Франциско (США). Турнір організовувала Вища ліга бейсболу з дозволу Міжнародної федерації бейсболу (IBAF). Чемпіоном Світової класики стала збірна Домініканської республіки, обігравши у фінальному матчі збірну Пуерто-Рико 3-0.
Починаючи з розіграшу 2013 року, Світова класика бейсболу отримала від IBAF статус офіційного чемпіонату світу, а переможець отримував титул чемпіона світу.
На відміну від перших двох розіграшів Світової класики, у яких всі 16 команд брали участь за запрошенням, цього разу було проведено кваліфікаційний відбір. Відбір пройшов у 2012 році у 4 групах за системою «вибуття після двох поразок». Право грати у фінальній частині здобули збірні Канади, Тайваню, Іспанії і Бразилії. Дві останні дебютували на турнірі. Ще 12 команд брали участь за запрошенням від організаторів.

## Формат
Організатори знову змінили формат проведення групової стадії. Перший раунд в групах цього разу проходив за круговою системою, як це було на Світовій класиці 2006 року. Дві кращі команди з кожної групи виходили до другого раунду. Команди з груп А і B утворювали Групу 1 у другому раунді, а команди з груп C і D — Групу 2. Якщо команди в групі набирали однакову кількість перемог, для визначення кращої команди застосовувалися наступні чинники в такому порядку:
- Кількість перемог у матчах між командами, що мають рівну кількість перемог;
- Найвищий показник TQB (Командний баланс якості) (TQB=(кількість зарахованих ранів/кількість інінгів на відбиванні)–(кількість пропущених ранів/кількість інінґів на подачі) у матчах між командами, що мають рівну кількість перемог;
- Найвищий показник ER–TQB (= (кількість зароблених ранів/інінґів на відбиванні)–(кількість зароблених суперником ранів/кількість інінґів на подачі) у матчах між командами, що мають рівну кількість перемог;
- Найкращий середній показник відбивання у матчах між командами, що мають рівну кількість перемог;
- Жереб.

Також, команди, які займуть останні місця у групах у першому раунді, будуть змушені грати кваліфікаційний  відбір для участі у Світовій класиці 2017.
Другий раунд проходив у форматі «вибування після двох поразок», як і на Світовій класиці 2009. Дві перші команди обох груп виходили у заключну плей-офф стадію. У півфіналах переможці груп грали з другою командою протилежної групи.

### Кваліфікаційний турнір
На відміну від турнірів 2006 і 2009 років, у яких брали участь заздалегідь відібрані на розсуд організаторів 16 команд, гарантоване місце на Світовій класиці 2013 отримали лише 12 команд, які здобули хоча б одну перемогу на турнірі 2006 року. Це були збірні Австралії, Венесуели, Домініканської республіки, Італії, Китаю, Кореї, Куби, Мексики, Нідерландів, Пуерто-Рико, США і Японії. Решта команд з турніру 2009 року (Канада, Китайський Тайбей, Панама і ПАР) наприкінці 2012 року взяли участь у кваліфікаційному змаганні, на яке IBAF запросила ще 12 збірних. Воно було організоване в чотирьох групах по 4 команди за системою «вибуття після двох поразок», аналогічною тій, що застосовувалася на груповому турнірі 2009 року. Переможець вирішального матчу у групі отримував право грати на Світовій класиці бейсболу 2013.
Кваліфікаціний турнір проходив у містах Юпітер (США), Регенсбург (Німеччина), Панама-Сіті (Панама), Сіньбей (Тайвань) 19–24 вересня (кваліфікаційні групи 1 і 2) та 15–18 листопада (групи 3 і 4).

### Розподіл на групи
При розподілі на групи півфіналісти минулого турніру були «посіяні» під першим номером у групах. Решта команд були розподілені по групах з урахуванням «змагального балансу, географічного положення та інтересів уболівальників».
| Група A  | Група B           | Група C                  | Група D |
| -------- | ----------------- | ------------------------ | ------- |
| Японія   | Південна Корея    | Венесуела                | США     |
| КНР      | Нідерланди        | Пуерто-Рико              | Мексика |
| Куба     | Австралія         | Домініканська Республіка | Італія  |
| Бразилія | Китайський Тайбей | Іспанія                  | Канада  |

## Склади команд
Збірні мали подати остаточні склади команд до 20 лютого.
Багато провідних гравців з ВЛБ погодилися грати за свої національні збірні. У складах команд було 45 учасників Матчів усіх зірок ВЛБ різних років (США – 16, Венесуела – 11, Домініканська республіка – 8, Канада – 3, Мексика – 2, Нідерланди – 1).
За правилами Світової класики гравцеві було необов'язково мати паспорт громадянина країни, яку він представляє. Наприклад, гравці, які є громадянами США, можуть виступати за збірну країни, у якій народилися або у якій народився один з їхніх батьків згідно з свідоцтвом про народження. Завдяки цьому за збірну Італії змогли грати італоамериканці другого покоління. Також, декотрі гравці, що народилися на Кубі, у Домініканські республіці, Венесуелі, але мали іспанське походження, прийняли запрошення виступати за збірну Іспанії (це, головним чином, були гравці з нижчих ліг США). У збірній Нідерландів багато ключових гравців є уродженцями Кюрасао.
Збірні Японії та Південної Кореї не мали жодного гравця ВЛБ у своєму складі. Проте вони значною міру зберегли склади, які успішно грали на попередній Світовій класиці (Японія була чемпіоном, а Корея срібним призером), а також заявили багатьох провідних гравців своїх професійних ліг – NPB і KBO.

## Стадіони
Для проведення матчів турніру було залучено 8 стадіонів.
| Група A          | Група B                                    | Група C                | Група D          |
| ---------------- | ------------------------------------------ | ---------------------- | ---------------- |
| Фукуока (Японія) | Тайчжун (Тайвань)                          | Сан-Хуан (Пуерто-Рико) | Фінікс (США)     |
| Фукуока Доум     | Taichung Intercontinental Baseball Stadium | Hiram Bithorn Stadium  | Чейз Філд        |
| Місткість: 38561 | Місткість: 20000                           | Місткість: 18264       | Місткість: 48633 |
|                  |                                            |                        |                  |

| Група D                            | Група 1          | Група 2          | Півфінали і фінал   |
| ---------------------------------- | ---------------- | ---------------- | ------------------- |
| Скоттсдейл (США)                   | Токіо (Японія)   | Маямі (США)      | Сан-Франциско (США) |
| Salt River Fields at Talking Stick | Токіо Доум       | Марлінс Парк     | AT&T Парк           |
| Місткість: 11000                   | Місткість: 42000 | Місткість: 36742 | Місткість: 41915    |
|                                    |                  |                  |                     |

## Перший раунд
Пояснення кольорової легенди у таблицях:
|  | Пройшли до другого раунду і кваліфікувалися на Світову класику бейсболу 2017     |
|  | Вибули, але кваліфікувалися на Світову класику бейсболу 2017                     |
|  | Вибули, будуть проходити кваліфікаційний відбір на Світову класику бейсболу 2017 |

### Група A
|                |       |                  |          |           |          |    |            |         |
| Дата           | Час   | Місце проведення |          | Результат |          | Ін | Тривалість | Глядачі |
| 2 березня 2013 | 19:00 | Фукуока          | Японія   | 5:3       | Бразилія |    | 3:20       | 28181   |
| 3 березня 2013 | 12:30 | Фукуока          | Куба     | 5:2       | Бразилія |    | 3:22       | 4003    |
| 3 березня 2013 | 19:00 | Фукуока          | КНР      | 2:5       | Японія   |    | 2:57       | 13891   |
| 4 березня 2013 | 16:30 | Фукуока          | КНР      | 0:12      | Куба     | 7  | 2:38       | 3123    |
| 5 березня 2013 | 17:00 | Фукуока          | Бразилія | 2:5       | КНР      |    | 3:13       | 3110    |
| 6 березня 2013 | 19:00 | Фукуока          | Японія   | 3:6       | Куба     |    | 3:39       | 28860   |
|                |       |                  |          |           |          |    |            |         |

| М | Команда  | В | П | HTH | Р+ | ІВ | Р- | ІП | TQB |
| - | -------- | - | - | --- | -- | -- | -- | -- | --- |
| 1 | Куба     | 3 | 0 | −   | −  | −  | −  | −  | −   |
| 2 | Японія   | 2 | 1 | −   | −  | −  | −  | −  | −   |
| 3 | КНР      | 1 | 2 | −   | −  | −  | −  | −  | −   |
| 4 | Бразилія | 0 | 3 | −   | −  | −  | −  | −  | −   |

### Група B
|                |       |                  |                   |           |                   |    |            |         |
| Дата           | Час   | Місце проведення |                   | Результат |                   | Ін | Тривалість | Глядачі |
| 2 березня 2013 | 12:30 | Тайчжун          | Австралія         | 1:4       | Китайський Тайбей |    | 2:53       | 20035   |
| 2 березня 2013 | 19:30 | Тайчжун          | Південна Корея    | 0:5       | Нідерланди        |    | 3:24       | 1085    |
| 3 березня 2013 | 14:30 | Тайчжун          | Нідерланди        | 3:8       | Китайський Тайбей |    | 3:09       | 22689   |
| 4 березня 2013 | 18:30 | Тайчжун          | Південна Корея    | 6:0       | Австралія         |    | 3:31       | 1481    |
| 5 березня 2013 | 12:30 | Тайчжун          | Австралія         | 1:4       | Нідерланди        |    | 2:50       | 1113    |
| 5 березня 2013 | 19:30 | Тайчжун          | Китайський Тайбей | 2:3       | Південна Корея    |    | 3:27       | 23431   |
|                |       |                  |                   |           |                   |    |            |         |

| М | Команда           | В | П | HTH | Р+ | ІВ   | Р- | ІП   | TQB    |
| - | ----------------- | - | - | --- | -- | ---- | -- | ---- | ------ |
| 1 | Китайський Тайбей | 2 | 1 | 1−1 | 10 | 17.0 | 6  | 17.0 | 0.235  |
| 2 | Нідерланди        | 2 | 1 | 1−1 | 8  | 17.0 | 8  | 17.0 | 0.000  |
| 3 | Південна Корея    | 2 | 1 | 1−1 | 3  | 17.0 | 7  | 17.0 | −0.235 |
| 4 | Австралія         | 0 | 3 | −   | −  | −    | −  | −    | −      |

### Група C
|                 |       |                  |                          |           |                          |    |            |         |
| Дата            | Час   | Місце проведення |                          | Результат |                          | Ін | Тривалість | Глядачі |
| 7 березня 2013  | 19:30 | Сан-Хуан         | Венесуела                | 3:9       | Домініканська Республіка |    | 3:55       | 15055   |
| 8 березня 2013  | 18:30 | Сан-Хуан         | Іспанія                  | 0:3       | Пуерто-Рико              |    | 3:05       | 14974   |
| 9 березня 2013  | 12:00 | Сан-Хуан         | Домініканська Республіка | 6:3       | Іспанія                  |    | 3:47       | 13421   |
| 9 березня 2013  | 18:30 | Сан-Хуан         | Пуерто-Рико              | 6:3       | Венесуела                |    | 3:35       | 18800   |
| 10 березня 2013 | 12:30 | Сан-Хуан         | Іспанія                  | 6:11      | Венесуела                |    | 3:59       | 13395   |
| 10 березня 2013 | 19:30 | Сан-Хуан         | Домініканська Республіка | 4:2       | Пуерто-Рико              |    | 3:41       | 19413   |
|                 |       |                  |                          |           |                          |    |            |         |

| М | Команда                  | В | П | HTH | Р+ | ІВ | Р- | ІП | TQB |
| - | ------------------------ | - | - | --- | -- | -- | -- | -- | --- |
| 1 | Домініканська Республіка | 3 | 0 | −   | −  | −  | −  | −  | −   |
| 2 | Пуерто-Рико              | 2 | 1 | −   | −  | −  | −  | −  | −   |
| 3 | Венесуела                | 1 | 2 | −   | −  | −  | −  | −  | −   |
| 4 | Іспанія                  | 0 | 3 | −   | −  | −  | −  | −  | −   |

### Група D
|                 |       |                  |         |           |         |    |            |         |
| Дата            | Час   | Місце проведення |         | Результат |         | Ін | Тривалість | Глядачі |
| 7 березня 2013  | 13:00 | Скоттсдейл       | Італія  | 6:5       | Мексика |    | 3:41       | 4478    |
| 8 березня 2013  | 12:00 | Фінікс           | Канада  | 4:14      | Італія  | 8  | 3:27       | 5140    |
| 8 березня 2013  | 19:00 | Фінікс           | Мексика | 5:2       | США     |    | 3:29       | 44256   |
| 9 березня 2013  | 12:30 | Фінікс           | Канада  | 10:3      | Мексика |    | 3:44       | 19581   |
| 9 березня 2013  | 19:00 | Фінікс           | США     | 6:2       | Італія  |    | 3:21       | 19303   |
| 10 березня 2013 | 13:00 | Фінікс           | США     | 9:4       | Канада  |    | 3:18       | 22425   |

| М | Команда | В | П | HTH | Р+ | ІВ | Р- | ІП | TQB |
| - | ------- | - | - | --- | -- | -- | -- | -- | --- |
| 1 | США     | 2 | 1 | 1−0 | −  | −  | −  | −  | −   |
| 2 | Італія  | 2 | 1 | 0−1 | −  | −  | −  | −  | −   |
| 3 | Канада  | 1 | 2 | 1−0 | −  | −  | −  | −  | −   |
| 4 | Мексика | 1 | 2 | 0−1 | −  | −  | −  | −  | −   |

## Другий раунд

### Група 1
|                 |       |                  |                   |           |                   |    |            |         |
| Дата            | Час   | Місце проведення |                   | Результат |                   | Ін | Тривалість | Глядачі |
| 8 березня 2013  | 12:00 | Токіо            | Нідерланди        | 6:2       | Куба              |    | 3:38       | 38588   |
| 8 березня 2013  | 19:00 | Токіо            | Японія            | 4:3       | Китайський Тайбей | 10 | 4:47       | 43527   |
| 9 березня 2013  | 19:00 | Токіо            | Китайський Тайбей | 0:14      | Куба              | 7  | 2:43       | 12884   |
| 10 березня 2013 | 19:00 | Токіо            | Японія            | 16:4      | Нідерланди        | 7  | 2:53       | 37745   |
| 11 березня 2013 | 19:00 | Токіо            | Куба              | 6:7       | Нідерланди        |    | 3:52       | 7613    |
| 12 березня 2013 | 13:00 | Токіо            | Нідерланди        | 6:10      | Японія            |    | 3:30       | 30301   |

| Вийшли у півфінал |            |
| М                 | Команда    |
| 1                 | Японія     |
| 2                 | Нідерланди |

### Група 2
|                 |       |                  |                          |           |                          |    |            |         |
| Дата            | Час   | Місце проведення |                          | Результат |                          | Ін | Тривалість | Глядачі |
| 12 березня 2013 | 13:00 | Маямі            | Італія                   | 4:5       | Домініканська Республіка |    | 3:17       | 14482   |
| 12 березня 2013 | 20:00 | Маямі            | Пуерто-Рико              | 1:7       | США                      |    | 3:22       | 32872   |
| 13 березня 2013 | 19:00 | Маямі            | Італія                   | 3:4       | Пуерто-Рико              |    | 3:46       | 27296   |
| 14 березня 2013 | 19:00 | Маямі            | Домініканська Республіка | 3:1       | США                      |    | 3:17       | 34366   |
| 15 березня 2013 | 19:00 | Маямі            | Пуерто-Рико              | 4:3       | США                      |    | 3:24       | 19762   |
| 16 березня 2013 | 13:00 | Маямі            | Пуерто-Рико              | 0:2       | Домініканська Республіка |    | 3:58       | 25846   |

| Вийшли у півфінал |                          |
| М                 | Команда                  |
| 1                 | Домініканська Республіка |
| 2                 | Пуерто-Рико              |

## Фінальний раунд

### Півфінали
|                 |       |                  |             |           |                          |    |            |         |
| Дата            | Час   | Місце проведення |             | Результат |                          | Ін | Тривалість | Глядачі |
| 17 березня 2013 | 18:00 | Сан-Франциско    | Пуерто-Рико | 3:1       | Японія                   |    | 3:27       | 33683   |
| 18 березня 2013 | 18:00 | Сан-Франциско    | Нідерланди  | 1:4       | Домініканська Республіка |    | 3:09       | 27527   |

### Фінал
|                 |       |                  |             |           |                          |    |            |         |
| Дата            | Час   | Місце проведення |             | Результат |                          | Ін | Тривалість | Глядачі |
| 19 березня 2013 | 17:00 | Сан-Франциско    | Пуерто-Рико | 0:3       | Домініканська Республіка |    | 3:06       | 35703   |

## MVP і Збірна кращих гравців
Найціннішим гравцем (MVP) турніру був визнаний пітчер збірної Домініканської республіки Робінсон Кано.
Найкращі гравці за позиціями:
| Позиція | Гравець            |
| ------- | ------------------ |
| К       | Ядіер Моліна       |
| 1Б      | Едвін Енкарнасьйон |
| 2Б      | Робінсон Кано      |
| 3Б      | Девід Райт         |
| ШС      | Хосе Рейєс         |
| АФ      | Нельсон Круз       |
| АФ      | Анхель Паґан       |
| АФ      | Майкл Сондерс      |
| ВХ      | Хіроказу Ібата     |
| П       | Нельсон Фіґероа    |
| П       | Кента Маеда        |
| П       | Фернандо Родні     |